# Gilbert Gifford
Gilbert Gifford (c. noviembre de 1560-noviembre de 1590) fue un agente doble que trabajó para Sir Francis Walsingham y desempeñó un papel en el descubrimiento del complot de Babington. Poco antes de su muerte en París, fue ordenado sacerdote católico en Reims. Sus lealtad verdadera, ya sea hacia Isabel I de Inglaterra  o hacia María I de Escocia y la causa católica, no está clara.

## Biografía
Nacido en Staffordshire en 1560, Gifford era hijo de un terrateniente católico recusante y exmiembro del Parlamento, John Giffard de Chillington Hall. En 1577, ingresó en el Colegio Inglés de Douai del cardenal William Allen, con la esperanza de convertirse en sacerdote misionero. Dos años más tarde, se trasladó al English College en Roma. Él y un amigo y compañero de estudios, Edward Gratley, conocieron en Roma a Solomon Aldred, un espía católico de Sir Francis Walsingham, que vivía allí con su esposa y tenía dinero del servicio secreto inglés disponible. Gifford consideró propuestas para ingresar al servicio secreto inglés en alguna fecha futura. Sus superiores en el English College admiraban su capacidad intelectual y no sospechaban de sus intenciones, pero se quejaron de su disimulo y carácter engañoso, y antes de 1582 lo expulsaron por motivos que no están exactamente definidos. Regresó a Reims para enseñar teología el 23 de junio de 1582, después de haber pedido disculpas al cardenal Allen por su mala conducta. Se fue de nuevo, regresó a Inglaterra, volvió a Francia y de allí a Roma. En octubre de 1583 regresó a Reims y Allen, a pesar de algunas dudas, lo readmitió en el colegio. Fue ordenado diácono el 6 de abril de 1585 por el cardenal de Guisa, en la iglesia de San Remigio en Reims. 
Fue por esta época que Gifford se hizo amigo de John Savage, un estudiante y ex soldado que estuvo involucrado en un complot para asesinar  Isabel I y poner a María Estuardo en el trono. Según la confesión de Savage en los English State Papers, Savage había aceptado en presencia de Gilbert Gifford, William Gifford (primo de Gilbert) y Christopher Hodgson (amigo cercano de Gilbert) llevar a cabo este asesinato. En octubre de 1585, Gifford abandonó de nuevo Reims y se dirigió a París, donde conoció a Thomas Morgan, un agente de María, y a Charles Paget, otro conspirador en el complot para asesinar a la reina. En diciembre cruzó al puerto de Rye, en la costa sur de Inglaterra, donde fue arrestado y llevado a Londres para ser interrogado por Sir Francis Walsingham, jefe de las fuerzas de seguridad de la Reina.
Durante el interrogatorio, o antes,  Gifford aceptó actuar como agente doble. Walsingham le dio el nombre en clave número 4. Usó varios alias, como Colerdin, Pietro, Cornelys y Nicolas Cornelius. Visitó a María Estuardo durante su encarcelamiento en Chartley en Staffordshire. Rápidamente se ganó su confianza y asumió el papel de contrabandear cartas cifradas hacia y desde ella, ocultándolas en barriles de cerveza. Algunas de las letras estaban en un código cifrado utilizado anteriormente por Michel de Castelnau.  Las cartas fueron entregadas en secreto a Walsingham y decodificadas, y condujeron al arresto y ejecución de Anthony Babington y los otros conspiradores, así como a la ejecución de la reina María.
Sabiendo que el complot de Babington fracasaría, Gifford partió hacia Francia sin el permiso de Walsingham. En una carta fechada el 2 de agosto de 1586, Walsingham escribió: "Lamento que Gilbert Gifford esté ausente. Me maravillo mucho de cómo le sobreviene este humor de distanciarse".  Fue ordenado sacerdote en Reims en marzo de 1587. Al menos nominalmente católico, Gifford se opuso tanto a los jesuitas como a la propuesta invasión española.
A finales de 1587 en París, fue arrestado en un burdel y encontrado en la cama con una mujer y un sirviente del conde de Essex.  Inicialmente colocado en la prisión del obispo, sus captores consideraron enviarlo de regreso a Walsingham. Finalmente lo trasladaron a la Bastilla a la espera de juicio. Un registro  de su interrogatorio muestra que intentó implicar a Morgan y Paget.  En agosto de 1589 fue llevado ante el tribunal y condenado a veinte años de prisión por actuar contra los intereses de la Iglesia católica. En ese momento París estaba bajo el control de la Liga Católica, que se había levantado contra el rey francés. Mientras estuvo en prisión su salud se deterioró. En la batalla de Ivry en marzo de 1590, el ejército de la Liga fue aniquilado y el rey marchó hacia París, decidido a someter a la capital por hambre. El asedio duró hasta agosto y provocó una hambruna. Gifford murió unos meses después, en noviembre de 1590.
Si bien Gifford es universalmente reconocido como un agente doble, a menudo se percibe que su lealtad final estaba favor de Walsingham y la reina Isabel, en lugar de María Estuardo.  Esta suposición no concuerda con los hechos de su catolicismo, su huida de Inglaterra cuando el complot de Babington fue frustrado y la desaprobación de Walsingham de su emigración. El embajador inglés en París, Sir Edward Stafford, revisó los documentos de Gifford después de su arresto en 1587 y concluyó que: "Había demostrado ser el villano doble y triple más notable que jamás haya existido".  Un historiador ha sugerido que, de hecho, Gifford estaba colaborando en el planeamiento del asesinato de Isabel. 